# ФК Раднички Нова Пазова
ФК Раднички Нова Пазова је српски фудбалски клуб из Нове Пазове. Тренутно се такмичи у Војвођанској лиги Југ, четвртом такмичарском нивоу српског фудбала. 

## Историја
Клуб је основан 1946. године. У сезони 2011/12. освојио је прво место у Српској лиги Војводина и пласирао се у виши ранг, Прву лигу Србије, али се ту задржао само једну сезону.

## Новији резултати
| Сезона   | Ранг | Лига                  | Позиција | ИГ | Д  | Н | П  | ГД | ГП | ГР  | Бод     | Куп                  |
| -------- | ---- | --------------------- | -------- | -- | -- | - | -- | -- | -- | --- | ------- | -------------------- |
| 2006/07. | 3    | Српска лига Војводина | 8.       | 34 | 14 | 8 | 12 | 43 | 46 | -3  | 50      | Није се квалификовао |
| 2007/08. | 3    | Српска лига Војводина | 9.       | 30 | 11 | 4 | 15 | 39 | 44 | -5  | 37      | Није се квалификовао |
| 2008/09. | 3    | Српска лига Војводина | 7.       | 30 | 11 | 9 | 10 | 44 | 33 | +11 | 42      | Није се квалификовао |
| 2009/10. | 3    | Српска лига Војводина | 5.       | 30 | 14 | 6 | 10 | 39 | 30 | +9  | 48      | Није се квалификовао |
| 2010/11. | 3    | Српска лига Војводина | 3.       | 30 | 16 | 8 | 6  | 44 | 19 | +25 | 55 (-1) | Није се квалификовао |
| 2011/12. | 3    | Српска лига Војводина | 1.       | 28 | 17 | 9 | 2  | 45 | 20 | +25 | 60      | Није се квалификовао |
| 2012/13. | 2    | Прва лига Србије      | 14.      | 34 | 9  | 8 | 17 | 35 | 44 | -9  | 35      | Није се квалификовао |
| 2013/14. | 3    | Српска лига Војводина | 10.      | 30 | 10 | 7 | 13 | 25 | 36 | -11 | 37      | Претколо             |
| 2014/15. | 3    | Српска лига Војводина | 12.      | 30 | 9  | 7 | 14 | 56 | 47 | +9  | 34      | Није се квалификовао |
| 2015/16. | 3    | Српска лига Војводина | 5.       | 30 | 12 | 9 | 9  | 30 | 33 | -3  | 45      | Није се квалификовао |
| 2016/17. | 3    | Српска лига Војводина | 12.      | 28 | 8  | 7 | 13 | 42 | 47 | -5  | 31      | Није се квалификовао |
| 2017/18. | 3    | Српска лига Војводина | 4.       | 30 | 17 | 2 | 11 | 48 | 31 | +17 | 53      | Није се квалификовао |
| 2018/19. | 3    | Српска лига Војводина | 17. ()   | 32 | 9  | 5 | 18 | 35 | 60 | -25 | 32      | Није се квалификовао |
| 2019/20. | 4    | Војвођанска лига Југ  | 10.      | 17 | 5  | 5 | 7  | 20 | 24 | -4  | 20      | Није се квалификовао |
| 2020/21. | 4    | Војвођанска лига Југ  | 11.      | 34 | 15 | 2 | 17 | 38 | 37 | 1   | 47      | Није се квалификовао |
| 2021/22. | 4    | Војвођанска лига Југ  | 9.       | 30 | 10 | 8 | 12 | 35 | 35 | 0   | 38      | Није се квалификовао |
| 2022/23. | 4    | Војвођанска лига Југ  | 12.      | 30 | 9  | 7 | 14 | 28 | 50 | -22 | 34      | Није се квалификовао |
| 2023/24. | 4    | Војвођанска лига Југ  | 11.      | 30 | 10 | 6 | 14 | 37 | 32 | +2  | 36      | Није се квалификовао |
| 2023/24. | 4    | Војвођанска лига Југ  | -        | -  | -  | - | -  | -  | -  | -   | -       | Није се квалификовао |